# Mordechaj Surkis
Mordechaj Surkis (hebrejsky מרדכי סורקיס‎, žil 21. ledna 1908 – 26. května 1995) byl izraelský politik a poslanec Knesetu za strany Rafi, Izraelská strana práce a Ma'arach.

## Biografie
Narodil se ve městě Stanislavov (dnes Ivano-Frankivsk) v Rakousku-Uhersku (později Polsko, dnes Ukrajina). Vystudoval střední školu. V roce 1933 přesídlil do dnešního Izraele. Byl členem židovských jednotek Hagana, za druhé světové války bojoval v Židovské brigádě. Po válce organizoval židovskou emigraci z Evropy.

## Politická dráha
V letech 1951–1965 byl starostou města Kfar Saba, v letech 1959–1965 předsedal i Svazu místních samospráv. Byl izraelským vyslancem v USA a v Jihoafrické republice. Byl původně členem strany Mapaj, z níž roku 1964 přešel do strany Rafi.
V izraelském parlamentu zasedl poprvé po volbách v roce 1965, do nichž šel za Rafi. V průběhu volebního období dočasně přešel do poslaneckého klubu Strany práce, aby se pak dostal do klubu Ma'arach. Byl členem výboru pro záležitosti vnitra a předsedal podvýboru pro status rabínů a šochetů v přistěhovaleckých komunitách a podvýboru pro Jeruzalém. Na kandidátce Ma'arach uspěl i ve volbách v roce 1969. Byl předsedou výboru pro záležitosti vnitra a předsedou společného výboru pro bezpečnostní a obranné úpravy v mateřských školách a školách. Ve volbách v roce 1973 poslanecký mandát neobhájil.